# Alex Glover
Alexis Glover (Estados Unidos, 14 de diciembre de 1997), más conocido como Alex Glover, es un jugador profesional estadounidense de rugby que se desempeña en la posición de hooker en Miami Sharks, equipo perteneciente a la liga Major League Rugby.

## Carrera
En 2022, Glover se unió al equipo Seattle Seawolves (2022-2023), después pasó a Miami Sharks, disputando su segunda temporada en la Major League Rugby.